# USS Furse (DD-882)
El USS Furse (DD-882/DDR-882) fue un destructor de la clase Gearing de la Armada de Estados Unidos, lleva el nombre del teniente John H. Furse (1886-1907).
El USS Furse fue puesto en grada en los astilleros Consolidated Steel Corporation en Orange, Texas el 23 de septiembre de 1944, fue botado el 9 de marzo de 1945, actuando como madrina del acto la señorita Eugenia A. Furse, hermana del teniente Furse y dado de alta el 10 de julio de 1945.

## Historial de Servicio

### Estados Unidos
El USS Furse zarpó de Norfolk, Virginia el 7 de noviembre de 1945 y fue desplegado en el Lejano Oriente para el servicio de ocupación, realizando escalas en San Diego, y Pearl Harbor antes de llegar a la Bahía de Tokio, el 22 de diciembre. Después de actuar como correo entre Nagoya y Wakayama, llevó a cabo una serie de operaciones de entrenamiento y formación cerca de Kōbe, partiendo de regreso a Pearl Harbor para preparar la participación en la Operación Crossroads. Durante esta operación, las pruebas de armas atómicas en la Islas Marshall durante el verano de 1946, el USS Furse tenía como misión la recuperación de los pilotos de los portaaviones de la Joint Fask Force 1. 
El destructor regresó a San Diego el 12 de agosto de 1946, y fue asignado a la Flota del Atlántico en abril de 1949, operó en formación a lo largo de la costa oeste, y completo su despliegue en el Extremo Oriente. El USS Furse fue reclasificado como DDR-882 el 18 de marzo de 1949. Llegó a Newport, Rhode Island, el 21 de abril de 1949. El 10 de septiembre, fue asignado por primera vez a la Sexta Flota en el Mar Mediterráneo. A principios de 1963 el USS Furse entró en los astilleros de Filadelfia para realizar una revisión e instalar una serie de mejoras dentro del plan de modernización FRAM (Fleet Rehabilitation And Modernisation).
Entre los aspectos más destacados de las operaciones del destructor fueron las visitas a los puertos del norte de Europa entre septiembre y diciembre de 1950, durante la cual representó a los Estados Unidos en el funeral de Gustavo V de Suecia. 
En 1956 en su despliegue en el Mediterráneo participó en la evacuación de los estadounidenses de Israel y Egipto durante la Guerra del Sinaí.
Al año siguiente, realizó dos despliegues en el Mediterráneo debido a la tensa situación política imperante, y en el verano de 1958, participó en unas operaciones de la OTAN en el atlántico norte, visitando Stavanger, Gante y Santander. 
El USS Furse fue dado de baja en el servicio activo el 31 de agosto de 1972 para ser alquilado a España, fue dado de baja en el Registro Naval de Buques el 2 de junio de 1975 y vendido a España el 17 de mayo de 1978.

### Armada Española:Gravina(D-62)
El buque fue dado de alta en la Armada Española el 13 de junio de 1972, como Gravina (D-62), llamado así por el capitán general Federico Carlos Gravina y Nápoli (1756-1806).
El Gravina fue dado de baja el 30 de septiembre de 1991.